# Waldemar Cerrón

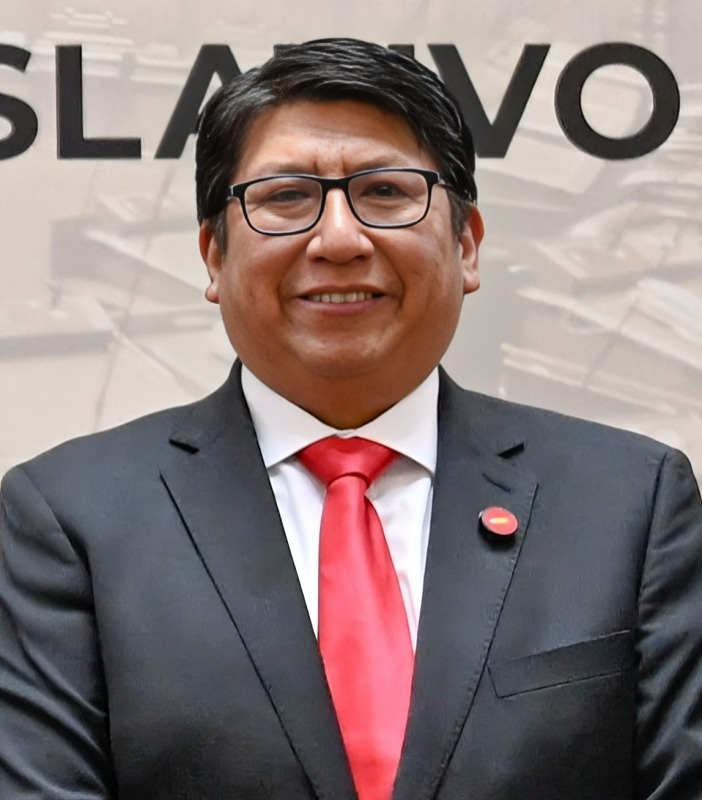
Waldemar Cerrón (2024)

Waldemar Cerrón Rojas (* 19. März 1972 im Distrikt Chupaca, Provinz Chupaca, Region Junín) ist ein peruanischer Erziehungswissenschaftler, Hochschullehrer und Politiker. Für die politisch links orientierte Partei Perú Libre ist er seit 2021 Abgeordneter aus der Region Junín im peruanischen Parlament und Fraktionssprecher von Perú Libre.

## Leben
Waldemar Cerrón Rojas wurde 1972 in Chupaca in der Region Junín als Sohn der beiden Hochschullehrer Jaime Cerrón Palomino und Bertha Rojas López und als Bruder des gut ein Jahr älteren Vladimir Cerrón Rojas geboren.
Als Waldemar 18 Jahre alt war, wurde sein Vater Jaime, Philosophieprofessor und Vizerektor für akademische Angelegenheiten an der Universidad Nacional del Centro del Perú (UNCP) in Huancayo, in der Zeit des Bewaffneten Konfliktes in Peru am 8. Juni 1990 zusammen mit seinem Chauffeur Armando Tapia von uniformierten Männern entführt; am 19. Juni 1990 wurden ihre verstümmelten Leichen gefunden. Dieses Verbrechen in der ersten Regierungszeit Alan Garcías als Staatspräsident blieb bis zum heutigen Tag unaufgeklärt.
Waldemar Cerrón studierte Pädagogik und Kulturwissenschaft an der UNCP in Huancayo, der einstigen Universität seines Vaters, und wurde hier 1995 Lizenziat. Er erreichte hier auch den Titel des Magisters in Universitärer Didaktik. 2002 nahm er seine Tätigkeit als Universitätsdozent an der UNCP auf. Gleichzeitig schrieb er an der auch als La Cantuta bekannten Universidad Nacional de Educación Enrique Guzmán y Valle (UNE) in Lima seine Doktorarbeit und wurde hier 2007 in Erziehungswissenschaften promoviert.
Waldemar Cerrón war bis 2007 Mitglied der Sozialistischen Partei (Partido Socialista, nicht zu verwechseln mit Partido Socialista Peruano, einer von 1928 bis 1930 existierenden Partei). Er gehörte 2012 zusammen mit seinem Bruder Vladimir Cerrón zu den Gründern der Partei Perú Libre und war in den Jahren von 2012 bis 2018 deren Sekretär für Nationale Ökonomie.
Bei den Wahlen in Peru 2021 wurde Waldemar Cerrón als Kandidat von Perú Libre mit 25.281 Stimmen für die Wahlperiode von 2021 bis 2026 in den Kongress der Republik Peru gewählt. Anfang August wurde nach Konstituierung der neuen Fraktion von Perú Libre Waldemar Cerrón zum Fraktionssprecher gewählt. Von 36 Fraktionsmitgliedern (ohne den Premierminister Guido Bellido) erhielt er 15 Stimmen, während sich der „Lehrer-Flügel“ um die Lehrerin Katy Ugarte Mamani der Stimme enthielt.
Waldemar Cerrón unterstützte in seiner parlamentarischen Arbeit von August bis Oktober 2021 den von der rechten Opposition heftig angegriffenen Premierminister Bellido. Nach dessen Rücktritt am 6. Oktober 2021 kritisierte er die Regierungsneubildung durch Präsident Pedro Castillo mit Mirtha Vásquez als Premierministerin scharf mit den Worten, der Weggang Bellidos und des Arbeitsministers Íber Maraví seien „Verrat an allen Mehrheiten, die lange Jahre darauf gewartet haben, an die Macht zu kommen, um beachtet zu werden“. Die Fraktion unterstütze die neue Regierung nicht, werde aber auch keine Obstruktionspolitik betreiben.

## Familie
Waldemar Cerrón ist Sohn des 1990 ermordeten Hochschullehrers Jaime Cerrón Palomino und der Hochschullehrerin Bertha Rojas López. Gemeinsam mit seinen beiden Brüdern Vladimir Cerrón Rojas und Fritz Cerrón Rojas ist er in der Partei Perú Libre aktiv, und allen dreien werden Schlüsselrollen in derselben zugeschrieben.
Sein Onkel, Bruder seines Vaters, ist der Quechua-Hochschullehrer und Wanka-Experte Rodolfo Cerrón Palomino.

## Ermittlungen wegen Geldwäsche
Im April 2021 wurden gegen Waldemar Cerrón, seine Brüder Vladimir und Fritz sowie andere Funktionäre der Regierung und der Partei Perú Libre Ermittlungen wegen Geldwäsche in der Region Junín aufgenommen.